# François Borde
François Borde (Lorda, Alts Pirineus, 8 de desembre de 1899 - Baiona, Pirineus Atlàntics, 15 de desembre de 1987) va ser un jugador de rugbi a 15 francès que va competir a començaments del segle xx.
El 1920 va ser seleccionat per jugar amb la selecció francesa de rugbi a 15 que va prendre part en els Jocs Olímpics d'Anvers, on guanyà la medalla de plata. Quatre anys més tard va formar part de l'equip olímpic francès que guanyà la medalla de plata en la competició de rugbi.
A nivell de clubs jugà al Tarbes (1916-1919), Racing club de France (1919-1921) i Stade toulousain (1921-1928+/-30). Guanyà la Copa de l'Esperança de 1919; 5 edicions del Campionat de França (1922, 1923, 1924, 1926 i 1927); 9 edicions del Campionat dels Pirineus (de 1921 a 1926 i de 1928 a 1930) i una edició del Campionat de París, el 1920.
Entre 1920 i 1926 jugà 12 partits amb la selecció nacional.